# Volby v Česku

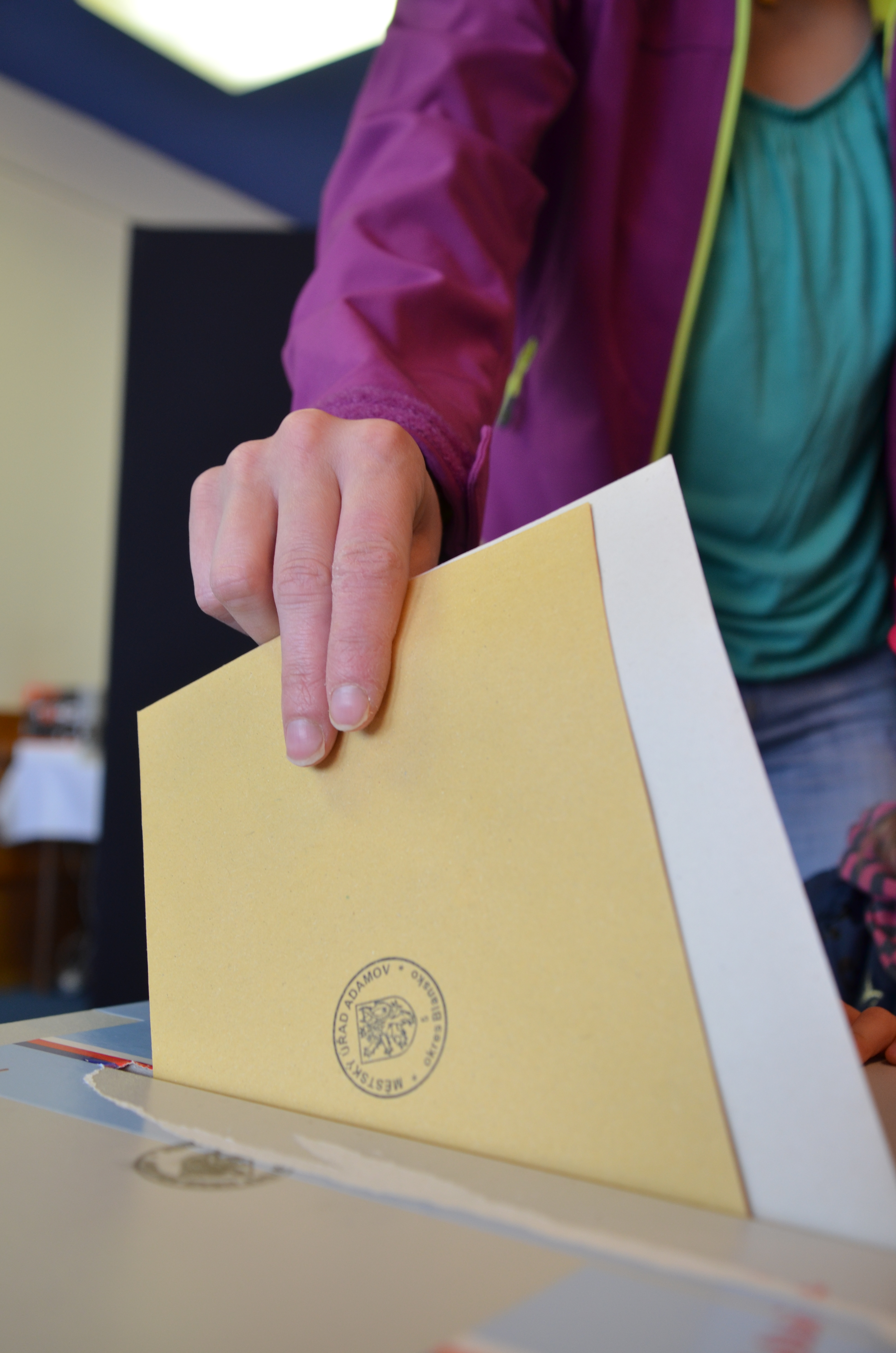
Vhození dvou hlasovacích lístků v obálkách do urny při společných volbách do Senátu a zastupitelstev krajů v roce 2016

Volby v Česku jsou založeny na zásadách všeobecnosti, tajnosti a rovnosti hlasů. Přímo se volí do Evropského parlamentu, do krajských zastupitelstev, do obecní samosprávy (obecní zastupitelstva a zastupitelstva městských částí a obvodů ve městech, kde městské části nebo obvody existují), do Senátu a do Poslanecké sněmovny. Nepřímo poslanci a senátory se v Česku volil prezident, ale od roku 2013 je volen přímo. Volby probíhají na základě příslušných zákonů a osoba je do funkce volena na dobu určitou.
První Poslanecká sněmovna České republiky byla zvolena v roce 1992 ještě v rámci Československa jako Česká národní rada. Volby do Poslanecké sněmovny se konají na základě poměrného systému s kandidátkami politických stran či jejich koalic. Kandidátní listiny jsou vázané s možností preferenčních hlasů. V letech 1990–1998 bylo možné dát 4 preferenční hlasy, v letech 2002–2006 pak pouze 2 preferenční hlasy. V roce 2006 byla na návrh poslanců Robina Böhnische, Zdeňka Koudelky a Oldřicha Němce přijata změna volebního zákona, která zvýšila počet preferenčních hlasů voličů ze 2 na 4 a snížila nutné procento preferencí ze 7 na 5 % pro posunutí kandidáta na kandidátce do Poslanecké sněmovny, což bylo poprvé užito při volbách v květnu 2010. Pro vstup do Poslanecké sněmovny musí strana získat alespoň 5 % hlasů – uzavírací klauzule.
Česko je jedna z málo zemí na světě, ve které volby probíhají během dvou dní. Od roku 2026 dle novely volebního zákona, kterou schválila Fialova vláda, měly volby probíhat jednodenně, a to vždy v pátek. Politici se ale nedokázali dohodnout, v kterém dni by se vlastně mělo volit a jednodenní volba neměla ani stoprocentní podporu v koalici.

## Výsledky voleb v Česku

### Volby do Poslanecké sněmovny Parlamentu České republiky
| Volby                             | Datum                        | Počet stran | Účast (%) | Vítěz   |
| --------------------------------- | ---------------------------- | ----------- | --------- | ------- |
| Volby do České národní rady 1990  | 8. června – 9. června 1990   | 13          | 96,79     | OF      |
| Volby do České národní rady 1992  | 5. června – 6. června 1992   | 42          | 85,08     | ODS+KDS |
| Volby do Poslanecké sněmovny 1996 | 31. května – 1. června 1996  | 15          | 76,41     | ODS     |
| Volby do Poslanecké sněmovny 1998 | 19. června – 20. června 1998 | 18          | 74,03     | ČSSD    |
| Volby do Poslanecké sněmovny 2002 | 14. června – 15. června 2002 | 29          | 58,00     | ČSSD    |
| Volby do Poslanecké sněmovny 2006 | 2. června – 3. června 2006   | 26          | 64,47     | ODS     |
| Volby do Poslanecké sněmovny 2010 | 29. května – 30. května 2010 | 27          | 62,60     | ČSSD    |
| Volby do Poslanecké sněmovny 2013 | 25. října – 26. října 2013   | 24          | 59,48     | ČSSD    |
| Volby do Poslanecké sněmovny 2017 | 20. října – 21. října 2017   | 31          | 60,84     | ANO     |
| Volby do Poslanecké sněmovny 2021 | 8. října – 9. října 2021     | 22          | 65,43     | SPOLU   |

### Volby do Senátu Parlamentu České republiky
Poslední: Volby do Senátu Parlamentu České republiky 2024

### Volba prezidenta České republiky
Poslední: Volba prezidenta České republiky 2023

### Volby do Evropského parlamentu
Poslední: Volby do Evropského parlamentu v Česku 2024

### Volby do zastupitelstev krajů
Poslední: Volby do zastupitelstev krajů v Česku 2024

### Volby do zastupitelstev obcí
Poslední: Volby do zastupitelstev obcí v Česku 2022

## Budoucí volby v Česku
Informaci o nadcházejících volbách zveřejňuje na svých stránkách Český statistický úřad i Ministerstvo vnitra.
Informace k volbám podle zákona o svobodném přístupu k informacím poskytuje Ministerstvo vnitra.